# Svartstrupig barbett
Svartstrupig barbett (Tricholaema melanocephala) är en fågel i familjen afrikanska barbetter inom ordningen hackspettartade fåglar.

## Utseende och läte
Svartstrupig barbett är en medelstor medlem av familjen i svart och vitt. Ansiktet är tydligt streckat och på strupen har den en svart fläck vilket gett den sitt namn. Arten liknar droppbarbetten, men saknar dennas fläckar på flankerna och har mörkt öga, ej gult. Jämfört med liknande rödpannad barbett saknar den rött i pannan och har svart strupe. Vanligaste lätet består av en serie nasala "kya".

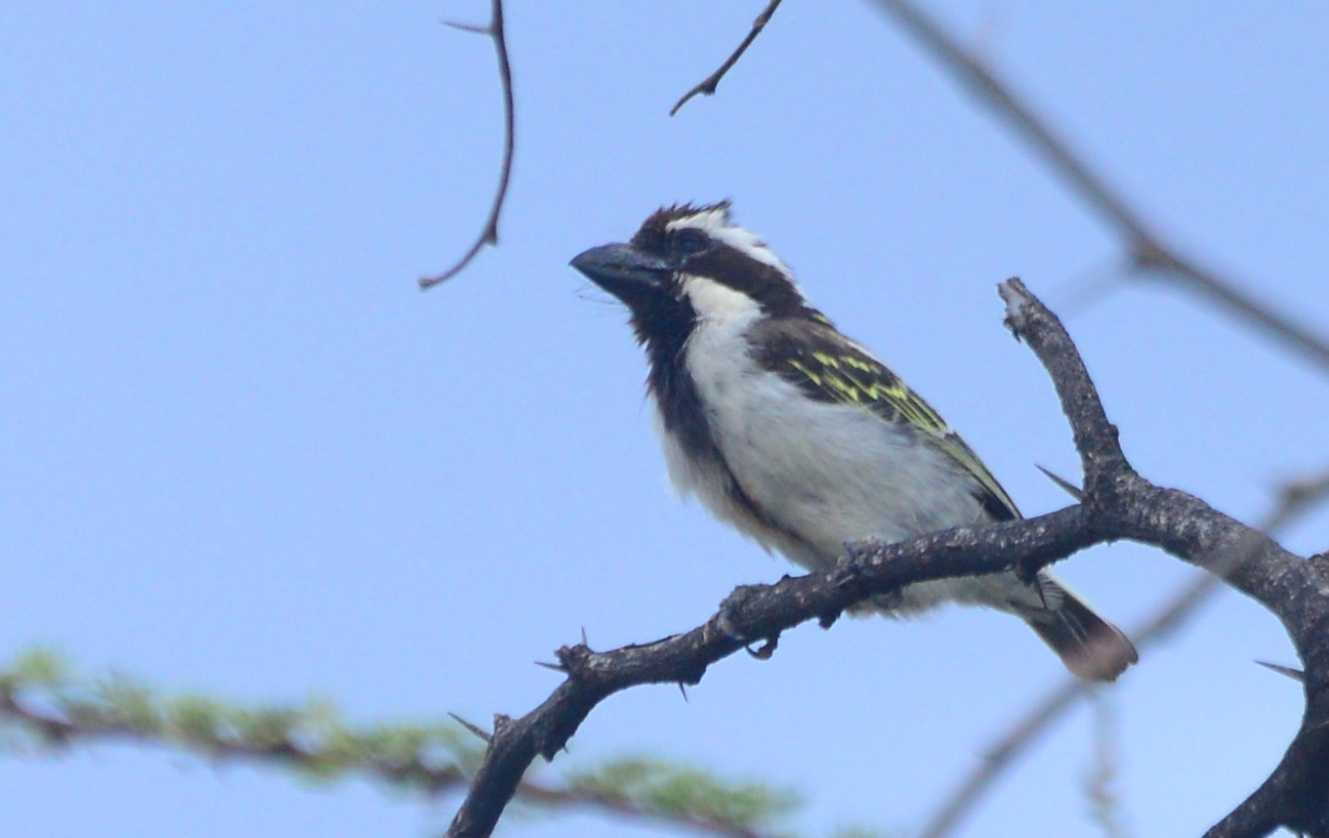

## Utbredning och systematik
Svartstrupig barbett delas in i fyra underarter med följande utbredning:
- Tricholaema melanocephala melanocephala – förekommer i norra och centrala Etiopien, Djibouti och nordvästra Somalia
- Tricholaema melanocephala stigmatothorax – förekommer i sydöstra Sydsudan, södra Etiopien, södra Somalia, Kenya samt norra och centrala Tanzania
- Tricholaema melanocephala blandi – förekommer i norra och centrala och nordöstra Somalia
- Tricholaema melanocephala flavibuccalis – förekommer i norra och centrala Tanzania (Seronera och Wembere)

## Status
Arten har ett stort utbredningsområde och beståndet anses stabilt. Internationella naturvårdsunionen IUCN listar den därför som livskraftig (LC).